# Cunoniàcies
Cunoniàcia (Cunoniaceae) és una família de plantes amb flors amb 26 gèneres i prop de 350 espècies. Són plantes llenyoses de la flora anàrtica i originàries de Nova Guinea, Nova Zelanda, sud de Sud-amèrica, illes Mascarenyes i sud d'Àfrica. Molts d'aquests gèneres tenen una distribució disjunta per exemple Cunonia es troba a Sud-àfrica i a Nova Caledònia i Caldcluvia i Eucryphia a Austràlia i a Sud-amèrica.
Hi ha espècies de fulla persistent i altres de caducifòlies. El fruit és comestible en algunes espècies i és en forma de càpsula llenyosa amb diverses llavors amb endosperm oleós.
Les famílies Baueraceae, Davidsoniaceae, Eucryphiaceae, que prèviament s'havien considerat distintes actualment s'inclouen dins les cunoniàcies.

## Gèneres
| - Acrophyllum - Acsmithia - Aistopetalum - Anodopetalum - Bauera - Caldcluvia - Callicoma - Calycomis - Ceratopetalum | - Codia - Cunonia - Davidsonia - Eucryphia - Geissois - Gillbeea - Gumillea - Hooglandia - Lamanonia | - Pancheria - Platylophus - Pseudoweinmannia - Pullea - Schizomeria - Spiraeanthemum - Vesselowskya - Weinmannia |